# 奥尔德马尔达
奥尔德马尔达（英語：Old Maldah），是印度西孟加拉邦Maldah县的一个城镇。总人口62,944（2001年）。

## 人口
该地2001年总人口62,944人，其中男性32,522人，女性30,422人；0—6岁人口9313人，其中男4,741人，女4,572人；识字率60.63%，其中男性为66.91%，女性为53.91%。